# Joe Bertony
Joseph Bertony, dit Joe Bertony, né le 4 mars 1922 en Corse et mort le 7 avril 2019 à Hornsby, est un ingénieur australien d'origine française.
Architecte naval de formation, il sert dans la marine française pendant la Seconde Guerre mondiale et, après la bataille de France, comme espion pour les services de renseignement français. Bertony est capturé deux fois par les Allemands et emprisonné dans des camps de concentration (Buchenwald et Mauthausen) dont il s'échappe avec succès à chaque fois. Il reçoit la croix de guerre pour sa bravoure et émigre en Australie après la guerre.
Bertony travaille comme ingénieur civil et joue un rôle clé dans la conception des travaux temporaires qui permettent la construction des « voiles » de l'Opéra de Sydney, effectuant la majorité des calculs mathématiques à la main,. Plus tard dans sa vie, il travaille sur des projets d'éoliennes.

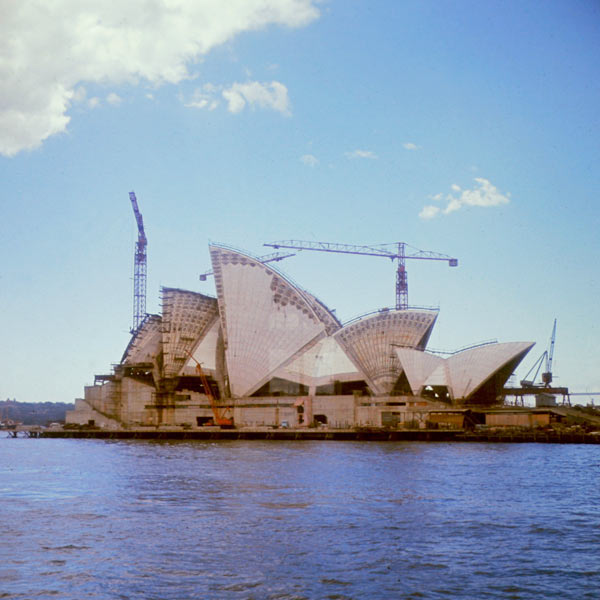
L'Opéra de Sydney en construction en 1966.